# Félix de Lévis-Mirepoix
Pour les autres membres de la famille, voir Maison de Lévis.
Adrien, Charles, Félix, Marie, comte de Lévis Mirepoix (1er mai 1846 à Paris - 1er avril 1928 à Paris) est un homme politique français.

## Biographie
Félix de Lévis Mirepoix est le fils du comte Sigismond de Lévis Mirepoix, président du conseil d'administration de la compagnie d'assurances "La Providence" (1821-1886) et de Juliette Berton des Balbes de Crillon (1822-1900). Il est le petit-fils d'Athanase Gustave Charles Marie de Lévis Mirepoix, pair de France de 1827 à 1830, et de Marie Gérard Louis Félix Rodrigue Des Balbes de Berton de Crillon, également pair de France.
il entre en 1864 à l'École de Saint-Cyr, en sort en 1866 officier de cavalerie. Il est promu capitaine mais donne sa démission en 1872.
Il fait la campagne de 1870 au 15e corps (armée de la Loire et armée de l'Est), puis s'occupe d'agriculture dans ses propriétés de l'Orne.
Elu en 1875 maire d'Origny-le-Roux (Orne), où se trouve son château de Chèreperrine, il se présente comme candidat monarchiste à la députation, le 6 mars 1881, en remplacement de Dugué de la Fauconnerie, mais sans succès.
Porté, en octobre 1885, sur la liste conservatrice de l'Orne, il est élu député, au second tour de scrutin, et siège avec la droite monarchiste. Il est successivement réélu dans la circonscription de Mortagne, jusqu'en 1910.
Il s'oppose aux gouvernements radicaux et à leur politique anticléricale, mais, dans la ligne du pape Léon XIII, renonce à combattre la république et soutient notamment le gouvernement modéré de Jules Méline, défenseur des libertés et des droits de l'agriculture.
En soutenant une loi maintenant le droit des bouilleurs de cru, Lévis Mirepoix prend part à la fondation du syndicat général des bouilleurs de cru. Il était aussi membre de la Société d'encouragement des chevaux pur sang et de la Société des agriculteurs de France.
En octobre 1924, son château de Chèreperrine est ravagé par un incendie. Il en entreprend la restauration, qui n'est pas achevée à son décès.

### Distinctions
- Médaille commémorative de la guerre 1870-1871
- Chevalier de l'ordre de Saint-Grégoire le Grand

### Mariage et descendance
Félix de Lévis Mirepoix épouse à Paris le 9 avril 1872 Marthe Pruvost de Saulty (Paris, 23 juillet 1854 - Paris, 31 mars 1929), fille d'Henri Pruvost de Saulty, maire du Plessis-Dorin, et de Nelly Guillaume.
Dont 8 enfants :
- Nelly de Lévis Mirepoix (1873-1951), mariée en 1892 avec le comte Félix d'Hunolstein, ancien élève de l'Ecole Navale, officier de marine (1861-1952), dont postérité ;
- Philippe de Lévis Mirepoix (1874-1923), marié en 1901 avec la comtesse Marie de Beauffort (1877-1919), dont postérité ;
- Jean de Lévis Mirepoix (1876-1948), marié en 1902 avec Elisabeth de Montesquiou-Fezensac (1873-1949), sans postérité ;
- Albert de Lévis Mirepoix (1879-1903), sans alliance ;
- François de Lévis Mirepoix (1882-1885) ;
- Marie Joséphine de Lévis Mirepoix (1885-1885) ;
- Marie de Lévis Mirepoix (1890-1968), mariée en 1920 avec le vicomte Oswald Ruinart de Brimont (1876-1925) sans postérité ;
- François de Lévis Mirepoix (1894-1958), marié en 1923 avec Jeanne Aymé de La Chevrelière (1900-1988), dont postérité[2].

### Sources
- « Félix de Lévis-Mirepoix », dans le Dictionnaire des parlementaires français (1889-1940), sous la direction de Jean Jolly, PUF, 1960 [détail de l’édition]